# Gryllacrididae
Gryllacrididae är en familj av insekter. Gryllacrididae ingår i överfamiljen Stenopelmatoidea, ordningen hopprätvingar, klassen egentliga insekter, fylumet leddjur och riket djur. Enligt Catalogue of Life omfattar familjen Gryllacrididae 720 arter. 

## Bildgalleri

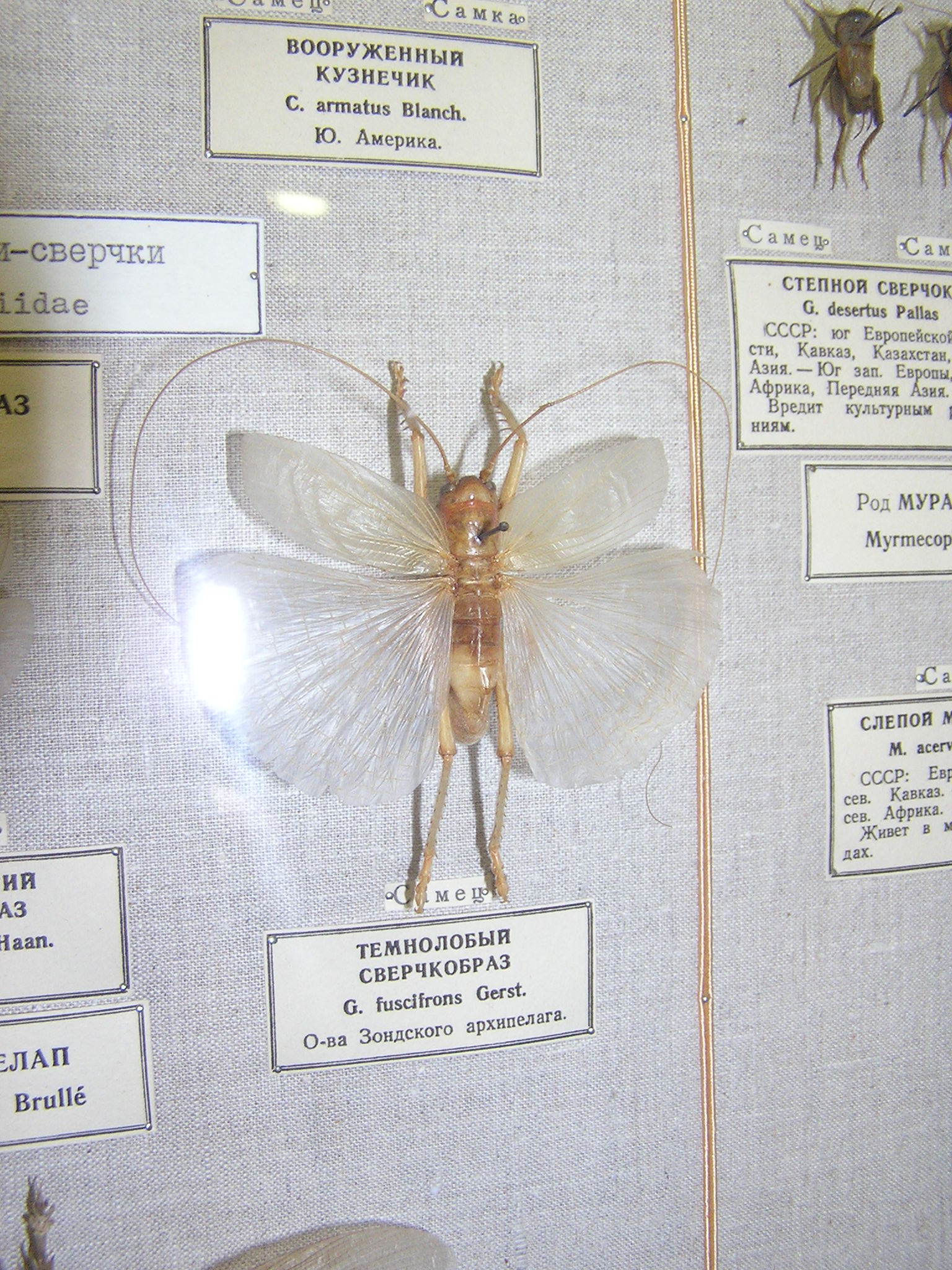

## Dottertaxa till Gryllacrididae, i alfabetisk ordning[1]
- Aancistroger
- Abelona
- Acanthogryllacris
- Afroepacra
- Afrogryllacris
- Afroneanias
- Ametroides
- Ametrosomus
- Ametrus
- Amphibologryllacris
- Anancistrogera
- Ancistrogera
- Aphanogryllacris
- Apotrechus
- Apteronomus
- Arrolla
- Asarcogryllacris
- Atychogryllacris
- Australogryllacris
- Barombogryllacris
- Borneogryllacris
- Bothriogryllacris
- Brachybaenus
- Brachyntheisogryllacris
- Camptonotus
- Capnogryllacris
- Caustogryllacris
- Celebogryllacris
- Celeboneanias
- Chauliogryllacris
- Cooraboorama
- Craspedogryllacris
- Cyanogryllacris
- Dialarnaca
- Diaphanogryllacris
- Dibelona
- Dictyogryllacris
- Dinolarnaca
- Echidnogryllacris
- Epacra
- Eremus
- Erythrogryllacris
- Eugryllacris
- Giganteremus
- Gigantogryllacris
- Glenogryllacris
- Glomeremus
- Gryllacris
- Hadrogryllacris
- Haplogryllacris
- Heterogryllacris
- Hyalogryllacris
- Hyperbaenus
- Idiolarnaca
- Kinemania
- Larnaca
- Lezina
- Lyperogryllacris
- Melaneremus
- Melanogryllacris
- Metriogryllacris
- Mooracra
- Nannogryllacris
- Neanias
- Nesogryllacris
- Niphetogryllacris
- Nippancistroger
- Nullanullia
- Nunkeria
- Otidiogryllacris
- Papuogryllacris
- Papuoneanias
- Paragryllacris
- Pardogryllacris
- Pareremus
- Phlebogryllacris
- Phryganogryllacris
- Pissodogryllacris
- Progryllacris
- Prosopogryllacris
- Pseuderemus
- Psilogryllacris
- Pterapothrechus
- Siderogryllacris
- Solomogryllacris
- Stictogryllacris
- Triaenogryllacris
- Tytthogryllacris
- Urogryllacris
- Wirritina
- Woznessenskia
- Xanthogryllacris
- Xiphogryllacris
- Zalarnaca